# Wolf-Dieter Narr

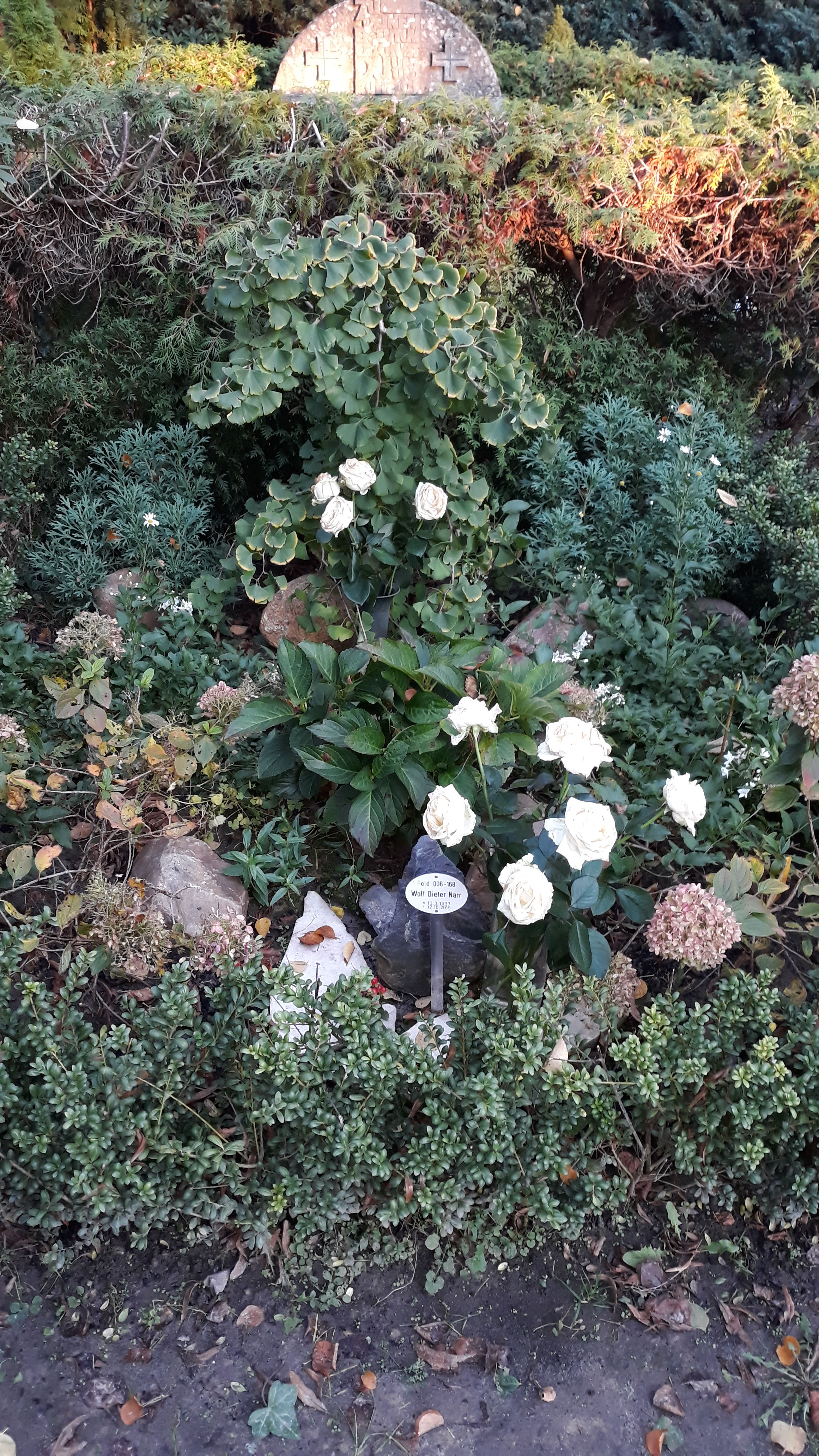
Grab auf dem Friedhof Dahlem

Wolf-Dieter Narr (* 13. März 1937 in Schwenningen am Neckar; † 12. Oktober 2019 in Berlin) war ein deutscher Politikwissenschaftler.

## Leben
In den Jahren 1957 bis 1962 studierte Wolf-Dieter Narr Politikwissenschaft an den Universitäten Würzburg, Tübingen und Erlangen. Er wurde 1966 in Erlangen promoviert. Die Habilitation im Jahr 1969 erfolgte an der Universität Konstanz. Er war Fellow an der John F. Kennedy School of Government der Harvard University und lehrte in den Jahren 1971 bis 2002 als Professor für empirische Theorie der Politik am Otto-Suhr-Institut (OSI) der Freien Universität Berlin. Narr verzichtete im Jahr 1985 zusammen mit Peter Grottian auf ein Drittel seiner Professur, um damit eine Professur für Frauenforschung zu ermöglichen.
Seine Publikationen beschäftigen sich mit Menschenrechten, Globalisierung und Demokratie. Narr war Mitgründer und Mitsprecher des Komitees für Grundrechte und Demokratie und Mitglied im Wissenschaftlichen Beirat von Attac.
Narr gehörte zu den Gründungsherausgebern der Zeitschrift Leviathan, die erstmals im Jahr 1973 erschien.

## Politische Tätigkeit
Wolf-Dieter Narr beteiligte sich im Januar 1959 am Studentenkongress gegen Atomrüstung. Im Jahr 1968 war er Mitbegründer der Bundesassistentenkonferenz, einer treibenden Kraft bei der späteren Hochschulreform. 1969 trat Narr aus Protest gegen die Große Koalition aus der SPD aus. Im Jahr 1971 gründete er unter anderem mit Heinrich Albertz und Helmut Gollwitzer das Iran-Komitee.
Mitte der 1970er Jahre arbeitete an der Freien Universität Berlin unter seiner Leitung eine kleine Gruppe zum Themenkomplex Politik/Innere Sicherheit. Anfänglich nannte sie sich AG Bürgerrechte, später wurde ein gemeinnütziger Verein mit dem Namen Institut für Bürgerrechte & öffentliche Sicherheit e. V. gegründet. Das Institut bzw. der Verein gibt ein Periodikum heraus, das Magazin Bürgerrechte & Polizei/CILIP, bei dem Wolf-Dieter Narr Mitherausgeber war.
Im Jahr 1978 war Narr Mitglied des Deutschen Beirats beim 3. Russell-Tribunal über die Situation der Menschenrechte in der Bundesrepublik. Zusammen mit Uwe Wesel und Vladimir Dedijer gehörte er zu den Hauptinitiatoren dieses Tribunals, aus dessen Unterstützerbewegung zwei Jahre später das Komitee für Grundrechte und Demokratie hervorging, dessen Sprecherposten Narr zeitweise innehatte. Ebenso war er Mitorganisator des Foucault-Tribunals zur Lage der Psychiatrie, das 1998 in Berlin stattfand und nach Michel Foucault benannt wurde.
Zuletzt engagierte Narr sich in der Flüchtlingspolitik. So lebte er beispielsweise für zwei Tage im Flüchtlingslager Bramsche. Seit 2002 publizierte er auch in der Zeitung Graswurzelrevolution u. a. über den Anarchisten Pjotr Kropotkin, Johannes Agnoli und Albert Camus.
Über zwanzig Jahre lang litt Narr an einer Krankheit, die seine Bewegungsfähigkeit und seine Stimme zunehmend einschränkte. Wolf-Dieter Narr starb am 12. Oktober 2019 im Alter von 82 Jahren in Berlin. Die Beisetzung fand am 22. Oktober 2019 auf dem Friedhof Dahlem in Berlin-Dahlem statt.

## Auszeichnungen
- 2001: Fritz-Bauer-Preis der Humanistischen Union,[9] zusammen mit weiteren Erstunterzeichnern, die am 21. April 1999 in der taz den „Aufruf an alle Soldaten der Bundeswehr, die am Jugoslawien-Krieg beteiligt sind: Verweigern Sie Ihre weitere Beteiligung an diesem Krieg!“[10] unterzeichnet hatten.
- 2010: Freiheitspreis der Irren-Offensive: Für subversive Politik die Wissen schaft.[11]

## Schriften (Auswahl)
- CDU-SPD. Programm und Praxis seit 1945. Kohlhammer, Stuttgart [u. a.] 1966 (Dissertation).
- Theoriebegriffe und Systemtheorie (= Einführung in die moderne politische Theorie. Band 1). Kohlhammer, Stuttgart [u. a.] 1969.
- Pluralistische Gesellschaft. Niedersächsische Landeszentrale für Politische Bildung, 1969.
- mit Frieder Naschold: Theorie der Demokratie (= Einführung in die moderne politische Theorie. Band 3). Kohlhammer, Stuttgart [u. a.] 1971.
- mit Uwe Wesel: Staatsexamen, Wissenschaft und Pluralismus. Zum Verhältnis von Staat und Hochschule. Bemerkungen und Vorschläge anlässlich der Pläne des Schulsenators für die Novellierung des Lehrerfortbildungsgesetzes. Presse- und Informationsamt der FU Berlin, Berlin 1972.
- mit Claus Offe (Hrsg.): Wohlfahrtsstaat und Massenloyalität. Kiepenheuer und Witsch, Köln 1975, ISBN 3-462-01059-X.
- (Hrsg.): Politik und Ökonomie. Autonome Handlungsmöglichkeiten des politischen Systems. Tagung der Deutschen Vereinigung für Politische Wissenschaften in Hamburg, Herbst 1973. Westdeutscher Verlag, Opladen 1975, ISBN 3-531-11295-3.
- mit Hermann Scheer & Dieter Spöri: SPD, Staatspartei oder Reformpartei? Piper, München 1976, ISBN 3-492-00425-3.
- (Hrsg.): Wir Bürger als Sicherheitsrisiko. Berufsverbot und Lauschangriff. Beiträge zur Verfassung unserer Republik. Rowohlt, Reinbek 1977, ISBN 3-499-14181-7.
- mit Wilhelm F. Schräder (Hrsg.): Modelle zur Organisation der kommunalen und regionalen Gesundheitsplanung in der Bundesrepublik Deutschland. TU Berlin, Berlin 1977, ISBN 3-7983-0603-6.
- (Hrsg.): Auf dem Weg zum Einparteienstaat. Westdeutscher Verlag, Opladen 1977, ISBN 3-531-11366-6.
- mit Dietrich Thränhardt (Hrsg.): Die Bundesrepublik Deutschland. Entstehung, Entwicklung, Struktur. Athenäum, Königstein 1979, ISBN 3-445-01845-6; ebd. 1984, ISBN 3-7610-7250-3.
- mit Andreas Buro und Klaus Vack: 100 Thesen zu Frieden und Menschenrechten. Komitee für Grundrechte und Demokratie, Sensbachtal 1984, ISBN 3-88906-012-9.
- mit Klaus Vack: 8. Mai 1945 – 8. Mai 1985 – Menetekel oder Chance? Ein Beitrag zur Orientierung. Komitee für Grundrechte und Demokratie, Sensbachtal 1985, ISBN 3-88906-014-5.
- mit Heiner Busch, Albrecht Funk, Udo Kauß und Falco Werkentin: Die Polizei in der Bundesrepublik. Campus, Frankfurt/New York 1985, ISBN 3-593-33413-5.
- Wider die restlose Zerstörung der Universität. Ein Aufruf zu ihrer Neu- und Wiederbelebung. AStA FU Berlin (Hochschulreferat), Berlin 1987, ISBN 3-926522-01-1; 2., neubearb. Aufl. ebd. 2000, ISBN 3-926522-12-7 (Vorbemerkung des Verfassers zur zweiten Auflage; PDF).
- mit Klaus Vack (Hrsg.): Verfassung. 61 Texte. Ein Lesebuch für die Bürgerin und den Bürger. Komitee für Grundrechte und Demokratie, Sensbachtal 1991, ISBN 3-88906-044-7.
- mit Klaus Vack: Streitbarer Pazifismus! Friedenspolitik und Friedensbewegung nach dem Golfkrieg. Ein Beitrag zur Orientierung. Komitee für Grundrechte und Demokratie, Sensbachtal 1991, ISBN 3-88906-041-2.
- Flüchtlinge, Asylsuchende, die Bundesrepublik Deutschland und wir. Thesen zu einem fast unlösbaren, aber täglich Lösungen fordernden Problem. Komitee für Grundrechte und Demokratie, Sensbachtal 1991, ISBN 3-88906-040-4.
- mit Stephan Flade: Die deutschen Vergangenheiten und wir. Eine menschenrechtliche Perspektive. Komitee für Grundrechte und Demokratie, Sensbachtal 1992, ISBN 3-88906-046-3.
- mit Alexander Schubert: Weltökonomie. Die Misere der Politik. Suhrkamp, Frankfurt 1994, ISBN 3-518-11892-7.
- Zukunft des Sozialstaats – als Zukunft einer Illusion? AG-SPAK, Neu-Ulm 1999, ISBN 3-930830-10-8.
- mit Joachim Stary (Hrsg.): Lust und Last des wissenschaftlichen Schreibens. Suhrkamp, Frankfurt 1999, ISBN 3-518-29037-1.
- mit Roland Roth & Klaus Vack: Eine pazifistisch-menschenrechtliche Streitschrift. Wider kriegerische Menschenrechte. Beispiel: Kosovo 1999 – Nato-Krieg gegen Jugoslawien. Komitee für Grundrechte und Demokratie, Köln 1999, ISBN 3-88906-085-4.
- mit Roland Roth & Klaus Vack: Politische Korruption, korrupte Politik am Beispiel: „System Kohl“. Komitee für Grundrechte und Demokratie, Köln 2000, ISBN 3-88906-088-9.
- mit Elke Steven: Reise an das Ende der Demokratie. Erfahrungen aus den Demonstrationsbeobachtungen beim Castor-Transport im November 2003. Ergänzt durch die Beobachtungen beim Protest der Wagenburgen in Hamburg im April 2004 – rund um den 1. Mai 2004 in Berlin. Komitee für Grundrechte und Demokratie, Köln 2004, ISBN 3-88906-109-5.
- Nachträgliche Sicherungsverwahrung oder wie Freiheit und Integrität der Bürgerinnen und Bürger präventiv, präemptiv zu Tode gesichert werden. Komitee für Grundrechte und Demokratie, Köln 2004, ISBN 3-88906-110-9.
- mit Heiner Busch und Elke Steven: Die europäische Konstitution des Neoliberalismus. Für eine demokratische europäische Verfassungsbewegung. Komitee für Grundrechte und Demokratie, Köln 2004, ISBN 3-88906-108-7.
- Schrei, wenn du kannst, auch ohne Echo. Der anhaltend-aktuelle Skandal psychiatrischer Gewalt in der Hilfsmaske. In: ZWANG. Journal der International Association Against Psychiatric Assault. Nr. 2, September 2004.
- mit Elke Steven: Demonstrationsrecht. Zum politisch-polizeilichen Umgang mit einem „störenden“ Grundrecht. Komitee für Grundrechte und Demokratie, Köln 2005, ISBN 3-88906-117-6.
- Wider den menschenrechtsblinden Antiterrorismus. Konsequenzen aus der Würde des Menschen und seiner Freiheit. Zur Entscheidung des Bundesverfassungsgerichts in Sachen (Luft-)Sicherheit. Bürgerinnen- und Bürgerinformation. Komitee für Grundrechte und Demokratie, Köln 2006, ISBN 3-88906-122-2.
- Von der Pflicht zum Frieden und der Freiheit zum Ungehorsam. Information für alle Bürgerinnen und Bürger mit und ohne Uniform. Aus Anlass der Entscheidung des Bundesverwaltungsgerichts, 2. Wehrdienstsenat, vom 21. Juni 2005. Komitee für Grundrechte und Demokratie, Köln 2006, ISBN 3-88906-120-6.
- mit Elke Steven: Das große Gesundheitsversprechen – und seine Täuschung. Informationen an alle Bürgerinnen und Bürger, beruflich weiß oder alltäglich gekleidet, über die elektronische Gesundheitskarte. Komitee für Grundrechte und Demokratie, Köln 2006, ISBN 3-88906-123-0.
- mit Elke Steven: Gewaltbereite Politik und der G8-Gipfel. Demonstrationsbeobachtungen vom 2.–8. Juni 2007 rund um Heiligendamm. Komitee für Grundrechte und Demokratie, Köln 2007, ISBN 978-3-88906-125-6.
- mit Peter Kammerer und Ekkehart Krippendorff: Franz von Assisi – Zeitgenosse für eine andere Politik. Patmos, Düsseldorf 2008, ISBN 978-3-491-72520-1.
- mit Dirk Vogelskamp: Der Mord in Dessau im Schoß der Polizei – mit gerichtlichen Nachspielen [oder: warum Oury Jalloh aus Sierra Leone am 7. Januar 2005 polizeiverwahrt verbrannte. Darstellung, Analyse, Konsequenzen eines unaufhaltsamen Strafverfahrens nach der 2. Etappe]. Komitee für Grundrechte und Demokratie, Köln 2010, ISBN 978-3-88906-133-1.
- mit Dirk Vogelskamp: Das Existenzminimum, wie es die herrschend Besitzenden festlegen. Hartz IV, das Bundesverfassungsgericht und die etablierte bundesdeutsche Politik. Eine Information für alle Bürger und Bürgerinnen. Komitee für Grundrechte und Demokratie, Köln 2010, ISBN 978-3-88906-132-4.
- Wie kommt’s zum Raum-Echo? In: raumnachrichten.de. 2010.
- mit Dirk Vogelskamp: Trotzdem: Menschenrechte! Versuch, uns und anderen nach nationalsozialistischer Inhumanität Menschenrechte zu erklären. Komitee für Grundrechte und Demokratie, Köln 2012, ISBN 978-3-88906-137-9.
- Niemands-Herrschaft. Eine Einführung in die Schwierigkeiten, Herrschaft zu begreifen. Hrsg. v. Uta von Winterfeld. VSA, Hamburg 2015, ISBN 978-3-89965-600-8 (Online-Volltext).
- Radikale Kritik und emanzipatorische Praxis. Ausgewählte Schriften kommentiert von Wegbegleiter*innen, Westfälisches Dampfboot, Münster 2017, ISBN 978-3-89691-298-5.